# Sarıtaş, Hizan
Sarıtaş là một xã thuộc huyện Hizan, tỉnh Bitlis, Thổ Nhĩ Kỳ. Dân số thời điểm năm 2011 là 296 người.